# Silent Hill 3
Silent Hill 3 (サイレントヒル 3 Sairento Hiru Surī, tạm dịch: Đồi Câm Lặng 3) là trò chơi điện tử thuộc thể loại kinh dị sinh tồn được phát triển bởi Team Silent, một nhóm sản xuất thuộc Konami Computer Entertainment Tokyo. Game được hãng Konami phát hành cho hệ máy PlayStation 2 và PC. Đây là phần ba trong loạt game Silent Hill và là phần nối tiếp câu chuyện của bản Silent Hill đầu tiên. Trò chơi được phát hành vào tháng 5 năm 2003, phiên bản chuyển thể sang Microsoft Windows được phát hành vào tháng 10 cùng năm. Một phiên bản độ nét cao làm lại trong bộ sưu tập Silent Hill HD Collection dành cho hệ máy PlayStation 3 và Xbox 360 được phát hành vào ngày 20 tháng 3 năm 2012.
Lấy bối cảnh 17 năm kể từ sau các sự kiện xảy ra trong bản Silent Hill, khi Harry Mason đánh bại chúa tể của giáo phái The Order trong thị trấn Silent Hill và nhận chăm sóc một bé gái được hạ sinh từ vị chúa đó. Silent Hill 3 kể về cuộc phiêu lưu của Heather, một thiếu nữ 17 tuổi đang bị lôi kéo vào các sự kiện kỳ lạ của Silent Hill sau những trải nghiệm kinh hoàng vào một buổi chiều tại một trung tâm mua sắm. Heather khám phá ra rằng, bản thân mình là một phần của một nghi lễ cuồng tín từ một giáo phái bí mật trong thị trấn Silent Hill nhằm buộc cô phải hạ sinh vị chúa trời mới của họ. Không rõ là do cố ý hay chỉ là trùng hợp ngẫu nhiên mà tất cả những gì xảy ra đều có liên quan mật thiết tới thị trấn Silent Hill. Lòng đầy thù hận và hoang mang, Heather quyết tâm trở về nơi đó để tìm ra kẻ chủ mưu, và khám phá những bí mật khủng khiếp được che giấu trong suốt những năm qua.

## Cách chơi

Heather đối đầu với con trùm cuối trong thế giới ác mộng

Lối chơi trong Silent Hill 3 tương tự gần giống như hai bản tiền nhiệm, ba yếu tố cách chơi chính là chiến đấu, thăm dò và giải đố. Chiến đấu cũng như thăm dò đều diễn ra dưới góc nhìn thứ ba, với người chơi có thể trang bị vũ khí được tìm thấy xuyên suốt cuộc hành trình của game. Heather còn có thể đỡ đòn và nhảy sang một bên né đòn từ kẻ thù. Vật dụng bất ly thân đóng vai trò chính yếu xuyên suốt dòng game là cây đèn pin và đài phát thanh sẽ phát tiếng tách tách khi quái vật ở gần đều được giữ nguyên.
Silent Hill 3 có gần tám loại quái vật và chúng sẽ thay phiên nhau chạm trán người chơi dưới nhiều hình thức khác nhau. Một số con sẽ chỉ xuất hiện khi người chơi đi ngang qua một số khu vực nhất định, trong khi số còn lại xuất hiện mọi lúc mọi nơi. Đặc biệt khi bước vào cổng bệnh viện Brookhaven người chơi sẽ gặp lại nữ y tá xuất hiện từ thời Silent Hill đầu tiên đã được nhà sản xuất chỉnh sửa lại hình dáng và bổ sung thêm một số chi tiết như đội tóc giả và vẽ thêm khuôn mặt góp phần tăng thêm vẻ ghê rợn kết hợp với tướng đi khập khiễng của chúng. Số quái vật còn lại trong game tùy từng hoàn cảnh người chơi bắt gặp sẽ trở nên nguy hiểm hay không. Trong những màn đầu tiên, quái vật tương đối dễ tiêu diệt do có kích thước nhỏ và chậm chạp, nhưng ở những màn sau, mức độ nguy hiểm sẽ tăng cao khi quái vật xuất hiện theo bầy, kích thước to lớn cũng như biết sử dụng rìu và cả súng đạn.
Silent Hill 3 có số lượng và chủng loại vũ khí đa dạng. Ban đầu, người chơi sẽ khá vất vả với hai loại vũ khí: con dao xếp và khẩu súng lục ai đó đánh rơi trên sàn nhà. Càng về sau, người chơi sẽ càng nhặt được nhiều thứ vũ khí lợi hại hơn, một số dùng để tấn công trực tiếp như một đoạn ống nước rỉ sét, một thanh kiếm Katana của Nhật hay thậm chí một quả chùy đầy gai nhọn. Ngoài ra còn có nhiều loại súng khác như khẩu shotgun đầy uy lực, súng tiểu liên với tốc độ bắn cực nhanh phù hợp với những quái vật có tốc độ di chuyển cao như con Pendulum... Trong game, không có vũ khí nào được xem là vô dụng cũng như không phải lúc nào cũng có thể sử dụng một vũ khí đối với nhiều loại quái vật khác nhau. Trong đa số trường hợp, người chơi cần phải phối hợp tấn công mới mang hiệu quả tốt nhất, chẳng hạn như người chơi dùng súng hạ quái vật ngã xuống sàn sau đó tiếp tục dùng chùy hay kiếm sẽ tiết kiệm được khá nhiều thời gian cũng như thuốc tăng máu. Vũ khí trong game đa dạng nhưng đạn dược không phải vô hạn do đó buộc người chơi phải hết sức tiết kiệm và chỉ sử dụng khi cần thiết.
Người chơi có thể thiết lập độ khó phần chiến đấu và các yếu tố giải đố của trò chơi một cách riêng biệt. Trong trường hợp câu đố quá khó, có một sự khác biệt lớn giữa độ khó "trung bình" (medium) và độ khó "cao" (hard); một trong các câu đố về độ khó "trung bình" chỉ yêu cầu nhận dạng mẫu vật đơn giản, trong khi ở mức khó "cao" cũng cùng câu đố lại đòi hỏi người chơi cần hiểu biết về các vở kịch của Shakespeare thì mới giải được. Trò chơi còn có tính năng mở khóa vũ khí và trang phục của nhân vật chính.

## Cốt truyện
Nội dung câu chuyện xoay quanh cô gái trẻ tên Heather Mason. Cô được sinh ra tại thị trấn Silent Hill, nhưng đã chuyển đi từ khi còn rất nhỏ và những ký ức của cô về nơi này rất mờ nhạt. Cô sống rất hạnh phúc cùng với người cha Harry Mason - nhân vật chính của phần đầu tiên trong một căn hộ chung cư trên thành phố, nên những gì đọng lại trong tâm trí cô về Silent Hill không còn quan trọng nữa. Nhưng dường như có điều gì đó không bình thường đang xảy ra ở đây. Từ khi tỉnh dậy tại khu trung tâm mua sắm, cô bắt gặp một tay thám tử tư tên Douglas Cartland luôn miệng kể lể gì đó về ngày sinh của cô. Cảm thấy có điều gì không ổn, Heather cố lẩn tránh gã thám tử bằng cách chui vào nhà vệ sinh, rồi bất chợt cô phát hiện ra rằng toàn bộ khu trung tâm mua sắm trở nên hoang vắng một cách khó hiểu ngoại trừ sự xuất hiện của những con quái vật hung tợn với hình thù kì dị.
Tiếp đến, cô gặp phải một người đàn bà bí ẩn tên Claudia, kẻ hay nói bóng gió về số phận của Heather. Bất chợt cô nhận mình đã rơi vào một thế giới ác mộng gọi là Otherworld giờ đây tràn ngập lũ quái vật dị hợm cùng khung cảnh hoang phế mà mãi lúc sau mới chuyển đổi trở lại như cũ, cũng chính tại đây cô lại bắt gặp Douglas và ông đã thú nhận rằng ông được Claudia thuê tìm kiếm Heather. Heather rời khỏi trung tâm mua sắm và được chào đón bởi thế giới ác mộng một lần nữa khi đón tàu điện ngầm về nhà. Vừa đặt chân về đến nhà chưa kịp hỏi thăm thì cô bàng hoàng nhận ra cha mình đã bị giết bởi một con quái vật theo lệnh của Claudia, kèm theo một lá thư cho biết bà ta sẽ đợi cô ở thị trấn Silent Hill để tiết lộ thân phận thật sự của Heather và rồi bỏ đi nhanh chóng.
Heather lòng đầy thù hận đã quyết định đi tới Silent Hill với ý định giết chết Claudia nhằm trả thù cho cha. Đúng lúc ấy cô lại gặp Douglas ngay tại nhà mình và chấp nhận lời đề nghị của ông chở cô tới đó. Trên đường đi, Douglas giải thích rằng Vincent có để lại cho ông một lời nhắn, bảo họ cố tìm một người đàn ông tên là Leonard, trong khi Heather lôi ra đọc quyển nhật ký còn lại của cha mình trước khi mất, vô tình tiết lộ rằng cô chính là cô bé Cheryl khi xưa được Harry Mason nhận nuôi vào lúc kết thúc của phần đầu tiên, sau khi ông đánh bại vị chúa trời được hạ sinh bởi Alessa Gillespie. Claudia tìm kiếm Heather nhằm mục đích hạ sinh vị chúa trời của giáo phái, vì chính bản thân Heather đang mang trong mình hình hài của Alessa sẽ được tái sinh.
Ngay khi đặt chân đến Silent Hill, một thị trấn hoang vắng luôn bị sương mù bao phủ dày đặc. Việc đầu tiên mà Heather cần làm là kiểm tra Bệnh viện Brookhaven để kiếm Leonard nhằm tìm hiểu đầu đuôi sự việc. Sau khi phát hiện ra rằng Leonard chính là cha ruột của Claudia, người mà Heather gặp là Leonard bị biến dạng trong hình hài một con quái vật gớm ghiếc đã lao vào tấn công cô sau khi phát hiện cô không phải là thành viên của giáo phái; sau một hồi chiến đấu cật lực Heather mới tiêu diệt được hắn. Cuối cùng cô đã gặp Vincent, người hướng dẫn cô đến một nhà thờ qua một công viên giải trí địa phương, đã thừa nhận là làm theo yêu cầu của Douglas. Sau khi đến công viên giải trí, Heather được chuyển sang thế giới ác mộng Otherworld và tìm thấy Douglas đang bị thương ở đó. Cô đến nhà thờ và đối mặt với Claudia khi bà ta vừa ra tay giết chết Vincent. Sau khi nuốt một chất gì đó bên trong mặt dây chuyền mà cha Heather đã giao nó lại cho cô, đột nhiên Heather nôn ra vị chúa trời trong hình hài một thai nhi. Claudia chớp thời cơ vội nuốt bào thai và chết ngay lập tức sau khi hạ sinh vị chúa trời; tức thì Heather xông vào chiến đấu và sau cùng đã tiêu diệt được vị Chúa Trời yểu mệnh này.
Có ba kết thúc xuất hiện trong trò chơi gồm Normal, Possessed và Revenge. Kết thúc đầu tiên "Normal" (thông thường) là kết thúc duy nhất ngay lần chơi đầu tiên của game chiếu cảnh cho thấy Heather và Douglas đã sống sót sau trận chiến. Kết thúc thứ hai "Possessed" (ám ảnh) thì Douglas bị Heather giết chết. Kết thúc thứ ba "Revenge" (trả thù) chỉ là một cái kết đùa cợt bằng cách thực hiện một số hành động trong game, trong đó sẽ hiện lên cảnh Heather nói chuyện với Harry và những chiếc UFO đã cho nổ tung Silent Hill được vẽ theo kiểu hoạt họa.

## Bối cảnh
Silent Hill 3 lấy bối cảnh thế giới hư cấu của dòng game Silent Hill. Mười bảy năm trước khi mở đầu các sự kiện trong Silent Hill 3, Harry Mason đã đánh bại một vị "Chúa Trời" được hồi sinh nhờ một nghi lễ cuồng tín được những cư dân thuộc một giáo phái bí mật của thị trấn Silent Hill thực hiện và lúc gần cuối game, anh nhận nuôi một bé gái là một phần của vị Chúa đó.

## Nhân vật
Nhân vật chính điều khiển được trong Silent Hill 3 là Heather, một thiếu nữ mười bảy tuổi và là con nuôi của Harry Mason. Claudia Wolf, một nữ tu sĩ của giáo phái mưu tính mang về một thiên đường trên Trái Đất, đóng vai trò là nhân vật phản diện trong game. Khi Heather cố gắng làm sáng tỏ nguyên nhân vì sao giáo phái của Silent Hill lại bám theo cô, rồi cô lần lượt gặp gỡ một số nhân vật kỳ lạ như viên thám tử tư Douglas Cartland; Vincent, một thành viên giáo phái kỳ lạ trông có vẻ căm ghét Claudia; và sau cùng là Leonard Wolf, cha của Claudia người luôn hành hạ bà lúc nhỏ.
- Heather Mason

Một thiếu nữ mười bảy tuổi và là nhân vật chính trong game. Cô đột ngột bước vào thế giới ác mộng không có một sự cảnh báo nào và luôn muốn trốn thoát khỏi cơn ác mộng này. Điều chỉ có thể thực hiện sau khi cô đã đánh thức được con người thực sự trong Heather, thứ đã ngủ quên 17 năm về trước. Theo lời nhà phát triển thì Heather là "một cô gái bình thường mà bạn có thể tìm thấy ở bất cứ nơi đâu" với tính khí dẽ cáu gắt và miệng lưỡi sắc sảo. Cô vốn là hóa thân của Cheryl Mason và Alessa Gillespie được Harry Mason nhận nuôi sau sự kiện diễn ra ở phần đầu tiên. Bản thân cô đóng một vai trò quan trọng trong nỗ lực hạ sinh "Chúa Trời" của Claudia Wolf bởi vì cô mang trong mình phôi thai của một thực thể thần bí. Đó là lý do tại sao Heather có được cơ thể bất tử. Ở phiên bản gốc, nhân vật chính do Heather Morris lồng tiếng. Trong bản HD thì nhân vật được lồng tiếng bởi Amanda Wynn-Lee..
- Claudia Wolf

Một người phụ nữ 29 tuổi đóng vai trò là nhân vật phản diện chính trong game. Là người đứng đầu kiêm nữ tu sĩ của giáo phái The Order, một giáo phái mang hơi hướng tôn thờ chúa quỷ. Suốt thời thơ ấu Claudia luôn bị hành hạ bởi người cha độc đoán và cuồng tín Leonard về sau đã khiến bà ta trở nên loạn trí. Do lúc nhỏ chịu ảnh hưởng của Dahlia nên bà ta muốn sử dụng hóa thân của Heather để tạo ra một thế giới mới và đẩy cô vào cái thiên đường ảo tưởng bất chấp tước đoạt đi mọi thứ nơi cô. Bà ta biện minh cho những hành động điên rồ này bằng niềm tin chân thành và ước muốn cứu rỗi linh hồn của tất cả mọi người trên thế giới. Claudia sở hữu chút quyền năng ma thuật có thể kiểm soát được trái tim và tâm trí của các tín hữu. Đặc biệt là mối quan hệ ngầm nào đó với thế lực ma quái của thế giới ác mộng ở Silent Hill bằng chứng là bà ta có thể ra lệnh cho con quái vật sát hại cha của Heather. Nhân vật trong phiên bản gốc do nữ diễn viên và ca sĩ Donna Burke lồng tiếng, phiên bản HD được lồng tiếng bởi Laura Bailey.
- Douglas Cartland

Một viên thám tử tư già gần 60 tuổi, được Claudia thuê để tìm kiếm Heather và ông ta đã thành công. Douglas từng là cảnh sát, về hưu mười năm trước khi xảy ra các sự kiện trong game. Con trai ông đã bị giết chết trong khi cố gắng cướp một ngân hàng. Thật trùng hợp vì ngày Douglas gặp được Heather cũng chính là ngày cả hai người lạc vào thế giới quái vật khủng khiếp. Bị qui trách nhiệm gây ra cơn ác mộng cho Heather, Douglas phải chứng minh mình với tư cách là người giúp đỡ chứ không phải kẻ thù của cô. Sau cái chết của Harry, ông quyết định chở Heather tới Silent Hill với tư cách là một đồng minh. Douglas còn xuất hiện trong Silent Hill Homecoming qua dòng tin đăng trên một tờ báo cho biết cuối cùng ông đã vạch trần chân tướng sự việc những hoạt động kỳ quái của giáo phái The Order. Nhân vật được lồng tiếng bởi Richard Gross. Thế nhưng nam diễn viên này đã chết trong 43 ngày trước khi phát hành phiên bản gốc do chứng suy gan.. Trong phiên bản HD do Kirk Thornton lồng tiếng.
- Vincent

Một gã thanh niên 24 tuổi giữ chức vụ thầy tế của giáo phái The Order. Xuất hiện vào những lúc Heather không ngờ nhất, thường đưa ra những lời nhắn đầy sự ngờ vực. Vincent nhìn chung trông thực dụng hơn Claudia bởi vì hắn ta không cùng quan điểm giáo điều, cũng như ra sức chống đối các hành động của người đứng đầu giáo phái này. Bất ngờ hơn là Vincent lại đứng về phía Heather dù họ chẳng quen biết gì nhau. Mặc dù tướng mạo đơn sơ và trang nhã, thế nhưng Vincent thực sự là một kẻ đạo đức giả chỉ muốn lợi dụng sự sùng bái vì lợi ích cá nhân của mình hơn là phụng sự giáo phái. Mục tiêu của Vincent là dùng giáo đường để kiếm tiền mưu lợi riêng. Dù cho kế hoạch của hắn là liên kết khả năng của Claudia và Alessa với đức tin của giáo phái, vì vậy mà hắn chưa thể dứt áo ra đi chừng nào tận mắt chứng kiến sự ra đời của "Chúa Trời". Đó là lý do tại sao Vincent muốn đứng về phía Heather và ngăn chặn kế hoạch của Claudia. Trong phiên bản gốc nhân vật được lồng tiếng bởi Clifford Ripel, phiên bản HD do Yuri Lowenthal lồng tiếng.
- Leonard Wolf

Cha của Claudia và là nguyên giáo chủ giáo phái The Order. Heather gặp được ông tại bệnh viện Brookhaven để lấy dấu ấn của Metatron mà theo lời Vincent thì nó có thể ngăn chặn việc hạ sinh "Chúa Trời". Tuy nhiên, Leonard thực sự là một con quái vật. Tư tưởng thần học của ông khác hẳn Claudia do ông tin rằng chỉ có những thành viên của giáo phái mới được cứu rỗi. Leonard là người đã dẫn dắt Claudia hướng niềm tin trong sự thờ phụng "Chúa Trời". Ông có quan điểm kiên định và hay trừng phạt nghiêm khắc những hành vi không đúng chuẩn mực tôn giáo của Claudia lúc bà còn nhỏ, do vậy mà sau này bị Claudia đưa vào bệnh viện Brookhaven cách ly hoàn toàn. Nhân vật được lồng tiếng bởi Matt Lagan.

## Phát triển
|                    | Tối thiểu                                            | Khuyến nghị                                          |
| Microsoft Windows  | Microsoft Windows                                    | Microsoft Windows                                    |
| ------------------ | ---------------------------------------------------- | ---------------------------------------------------- |
| Hệ điều hành       | Windows 98, Windows 2000, Windows ME, Windows XP     | Windows 2000, Windows XP                             |
| CPU                | Pentium III 1 GHz                                    | Pentium 4 1.6 GHz                                    |
| RAM                | 256 MB                                               | 512 MB                                               |
| Bộ nhớ trống       | 4.7 GB of free space                                 | 5.2 GB of free space                                 |
| Phần cứng đồ họa   | GeForce 3 Ti or Radeon 8500 with 32 MB RAM           | GeForce 4 Ti or Radeon 8500 with 64 MB RAM           |
| Phần cứng âm thanh | DirectX 8.1b compliant Sound Blaster compatible card | DirectX 8.1b compliant Sound Blaster compatible card |

Silent Hill 3 được phát triển bởi Team Silent, một nhóm sản xuất trực thuộc Konami Computer Entertainment Tokyo. Quá trình phát triển phiên bản thứ ba trên PlayStation 2 được bắt đầu sau khi phát hành Silent Hill 2, được thực hiện gần như đồng thời với việc phát triển một bản Silent Hill khác dùng để khám phá một hướng đi khác cho thương hiệu và không phải là một phần chính của dòng game; được gọi là Room 302, trò chơi này cuối cùng được hợp nhất vào phần chính của sê-ri với tên gọi Silent Hill 4: The Room. Nhóm phát triển cho công việc lặp đi lặp lại này nhỏ hơn so với việc phát triển Silent Hill 2, với khoảng 40 nhân viên làm game, tạo thành đội ngũ nòng cốt từ tựa game thứ hai và một số người mới đến. Một nhóm nhân viên nhỏ hơn của Konami Computer Entertainment Tokyo về sau còn phát triển phiên bản chuyển thể cho Microsoft Windows.
Giống như tất cả các phiên bản Silent Hill, Silent Hill 3 chịu một trong những ảnh hưởng đến từ bộ phim Jacob's Ladder: một trong những nhà ga tàu điện ngầm được đặt tên là Trạm đường Bergen (Bergen Street Station), trạm mà Jacob hỏi thăm nằm ở khúc đầu của bộ phim. Nhà phát triển cũng trích dẫn trong vô vàn tác phẩm của nhà văn kinh dị bậc thầy Stephen King như là một trong số những ảnh hưởng của họ.

Bản vẽ phác thảo ban đầu nhân vật phản diện Claudia Wolf (trái) và diện mạo cuối cùng của bà ta (phải)

Silent Hill 3 kết hợp các tài liệu tham khảo được rút ra từ đời thực của những nam diễn viên và nữ diễn viên. Những người sáng tạo ban đầu đã đặt tên cho nhân vật chính là Heather "Helen", nhưng nó mang tiếng là quá cổ hủ và kiểu cách. Sau đó họ quyết định rằng nhân vật sẽ được đặt theo tên nữ diễn viên lồng tiếng Heather Morris, người lồng tiếng cho nhân vật chính. Heather được mô hình hóa dựa theo nữ diễn viên người Pháp Charlotte Gainsbourg và Vanessa Paradis trong một vài bản phác thảo thô sơ. Sự xuất hiện của nhân vật nữ có thể điều khiển được trong phần này ảnh hưởng từ hai yếu tố: thứ nhất, nhà viết kịch bản Hiroyuki chán nhân vật chính là nam và thứ hai, một người đàn ông về mặt tự nhiên không thể nào là mẹ của "Chúa Trời". Heather Morris, trong một cuộc phỏng vấn đã lưu ý rằng cô rất may mắn khi được vào vai chính trong Silent Hill, khi nó tạo cơ hội cho nữ diễn viên lồng tiếng "nhìn vào thế giới của một trò chơi điện tử". Morris đã rất ấn tượng với tài năng và sự sáng tạo của đội ngũ phát triển trong "một quá trình rất nghiêm ngặt nhằm tạo ra thế giới xung quanh tôi đã được đầu tư một khối lượng lớn công việc". Nữ diễn viên này đã mô tả nhân vật của mình là "một cô gái xinh xắn và hơi chút tomboy", dù tuổi đời còn trẻ nhưng rất can đảm, kiên cường và thú vị. Tạp chí "Gambling" gọi đó là nữ anh hùng trong game thực tế nhất "mọi thời đại".
Cái tên Douglas Cartland lấy từ tên nam diễn viên người Mỹ Douglas Fairbanks. Nhà phát triển nói rằng tên của ông "dường như chỉ hợp với anh ấy" và chẳng có mối liên hệ nào trùng với tên anh. Trong quá trình phác thảo, nhân vật của anh đã được mô hình hóa dựa theo hai nam diễn viên Giancarlo Giannini và Ian Holm. Nhóm thiết kế đã lưu ý rằng ngay cả trong phần thiết kế khái niệm về nhân vật Cartland được thiết kế như một thám tử tư tầm trung niên.
Nhân vật Claudia Wolf được coi là khó thiết kế nhất. Những bản phác thảo đầu tiên tiết lộ rằng những người sáng tạo muốn bà ta ăn mặc giống như một người phụ nữ thánh thiện, và thỉnh thoảng có cái đầu bị cạo trọc và cơ thể đầy hình xăm. Cuối cùng, những người sáng tạo quyết định dựng mô hình của bà ta dựa trên Julianne Moore và sau đó loại bỏ phần lông mày đi, do vậy bộ dạng có phần hơi nghiêng. Bà ta ban đầu được đặt tên là "Christie", nhưng nó được cho là quá "dễ thương" và là nhân vật cuối cùng được đặt theo tên nữ diễn viên Claudia Cardinale.
Cái tên Vincent có nguồn gốc từ tên của nam diễn viên Vincent Gallo vì vẻ ngoài mày râu xồm xoàng. Mẫu thiết kế ban đầu dựa theo nam diễn viên Ethan Hawke và tập trung vào việc nắm bắt được bộ dạng trông "loạn trí và ủ rũ".

## Soundtrack

Bìa của bộ Silent Hill 3 Original Soundtrack

Bản soundtrack cho Silent Hill 3 do chính Akira Yamaoka sáng tác, chúng được phát hành tại Nhật Bản ngày 16 tháng 7 năm 2003 và tại Bắc Mỹ ngày 6 tháng 8 năm 2004. Bài hát "You're Not Here" được đưa vào trong bản chuyển thể PlayStation 2 tựa game Dance Dance Revolution Extreme. Nó còn được gộp vào trong bản phim UMD Silent Hill Experience. Bản soundtrack của trò chơi sử dụng giọng ca đầu tiên khá nổi bật. Hầu hết các phần xướng âm đều được thực hiện bởi giọng ca Mary Elizabeth McGlynn (mà trong phần credit ghi là Melissa Williamson). Chỉ có một bài là do Joe Romersa hát.
| Silent Hill 3 Original Soundtracks | Silent Hill 3 Original Soundtracks                                  | Silent Hill 3 Original Soundtracks |
| STT                                | Nhan đề                                                             | Thời lượng                         |
| ---------------------------------- | ------------------------------------------------------------------- | ---------------------------------- |
| 1.                                 | "Lost Carol" (do Mary Elizabeth McGlynn thực hiện)                  | 0:37                               |
| 2.                                 | "You're Not Here" (do Mary Elizabeth McGlynn thực hiện)             | 3:46                               |
| 3.                                 | "Float Up from Dream" (hát nói với Mary Elizabeth McGlynn)          | 1:22                               |
| 4.                                 | "End of Small Sanctuary"                                            | 1:42                               |
| 5.                                 | "Breeze — in Monochrome Night" (hát nói với Mary Elizabeth McGlynn) | 4:14                               |
| 6.                                 | "Sickness Unto Foolish Death"                                       | 3:06                               |
| 7.                                 | "Clockwork Little Happiness" (hát nói với Mary Elizabeth McGlynn)   | 3:24                               |
| 8.                                 | "Please Love Me... Once More"                                       | 1:54                               |
| 9.                                 | "A Stray Child"                                                     | 5:28                               |
| 10.                                | "Innocent Moon"                                                     | 1:38                               |
| 11.                                | "Maternal Heart"                                                    | 3:02                               |
| 12.                                | "Letter — from the Lost Days" (do Mary Elizabeth McGlynn thực hiện) | 0:51                               |
| 13.                                | "Dance with Night Wind" (hát nói với Mary Elizabeth McGlynn)        | 5:21                               |
| 14.                                | "Never Forgive Me, Never Forget Me"                                 | 2:19                               |
| 15.                                | "Prayer"                                                            | 1:40                               |
| 16.                                | "Walk on Vanity Ruins" (hát nói với Mary Elizabeth McGlynn)         | 2:44                               |
| 17.                                | "I Want Love" (do Mary Elizabeth McGlynn thực hiện)                 | 2:45                               |
| 18.                                | "Heads No. 2"                                                       | 1:13                               |
| 19.                                | "Memory of the Waters"                                              | 1:46                               |
| 20.                                | "Rain of Brass Petals"                                              | 3:39                               |
| 21.                                | "Flower Crown of Poppy"                                             | 2:13                               |
| 22.                                | "Sun" (hát nói với Mary Elizabeth McGlynn)                          | 1:47                               |
| 23.                                | "Uneternal Sleep"                                                   | 1:00                               |
| 24.                                | "Hometown" (do Joe Romersa thực hiện)                               | 6:04                               |
| 25.                                | "I Want Love (Studio Mix)" (do Mary Elizabeth McGlynn thực hiện)    | 4:40                               |
| 26.                                | "Rain of Brass Petals — Three Voices Edit" (do Interlace thực hiện) | 5:01                               |
| Tổng thời lượng:                   | Tổng thời lượng:                                                    | 1:16:18                            |

| Silent Hill 3 Original Soundtrack Limited Edition | Silent Hill 3 Original Soundtrack Limited Edition                   | Silent Hill 3 Original Soundtrack Limited Edition |
| STT                                               | Nhan đề                                                             | Thời lượng                                        |
| ------------------------------------------------- | ------------------------------------------------------------------- | ------------------------------------------------- |
| 1.                                                | "You're Not Here" (do Mary Elizabeth McGlynn thực hiện)             | 3:45                                              |
| 2.                                                | "Breeze ~ In Monochrome Night"                                      | 3:07                                              |
| 3.                                                | "Dance with Night Wind"                                             | 5:12                                              |
| 4.                                                | "Letter ~ From the Lost Days" (do Mary Elizabeth McGlynn thực hiện) | 3:54                                              |
| Tổng thời lượng:                                  | Tổng thời lượng:                                                    | 15:58                                             |

| Silent Hill 3 Special Mini Sound Track | Silent Hill 3 Special Mini Sound Track                              | Silent Hill 3 Special Mini Sound Track |
| STT                                    | Nhan đề                                                             | Thời lượng                             |
| -------------------------------------- | ------------------------------------------------------------------- | -------------------------------------- |
| 1.                                     | "You're Not Here" (do Mary Elizabeth McGlynn thực hiện)             | 3:46                                   |
| 2.                                     | "Heads No. 1 (Unreleased)"                                          | 3:20                                   |
| 3.                                     | "Bleeze ~ In Monochrome Night"                                      | 3:07                                   |
| 4.                                     | "Letter ~ From the Lost Days" (do Mary Elizabeth McGlynn thực hiện) | 3:54                                   |
| 5.                                     | "Life (Unreleased)"                                                 | 4:55                                   |
| Tổng thời lượng:                       | Tổng thời lượng:                                                    | 19:12                                  |

## Phim dựa theo
Một bộ phim dựa theo Silent Hill 3 mang tên Silent Hill: Revelation 3D được hãng Open Road Films phát hành vào ngày 26 tháng 10 năm 2012. Bộ phim là phần tiếp theo của bộ phim chuyển thể phiên bản đầu tiên trong loạt game Silent Hill.

## Đón nhận
Silent Hill 3 nhận được những đánh giá tích cực, với mức điểm 83.77% mà Game Rankings trao cho phiên bản PlayStation 2 và 71.15% đối với phiên bản PC. Về phần Metacritic chấm cho phiên bản PlayStation 2 số điểm 85/100, trong khi phiên bản PC chỉ được số điểm 72/100. Phiên bản PC gặp khó khăn hơn, với một số nhận xét rút ra từ việc so sánh bất lợi với những tựa game chiến đấu khác được tìm thấy trên hệ máy PC, trong khi số khác nêu bật một số vấn đề kỹ thuật, chẳng hạn như việc hỗ trợ tay cầm kém cỏi.
Những phản hồi tích cực nhìn chung hướng về yếu tố kinh dị và bầu không khí ảm đạm của trò chơi, bao gồm "những phần kinh hoàng thực sự", nó "gói gọn một vài nỗi sợ hãi chân thật" và "cái cảm giác kỳ quái và chết chóc gần như áp đảo". Câu chuyện được kể như là một phần của bầu không khí ghê rợn được nhận ra rõ ràng, đáp ứng "sự thỏa mãn về phần tiếp theo mạch lạc, dù cho tình trạng như vậy có nghĩa rằng "nó có thể đôi chút khó khăn khi theo dõi với những ai chưa chơi phần đầu tiên, mặc dù có "một nỗ lực đáng khen ngợi để giúp mọi người nắm bắt kịp thời". Ngoài ra, phần đồ họa, âm thanh và giá trị sản xuất đều được gộp vào trong credit với việc thêm yếu tố xác thực cho bầu không khí âm u đúng chất kinh dị của game.
Những chỉ trích tiêu cực phần lớn bắt nguồn từ việc không có bất kỳ sự đổi mới nào trong game; trò chơi "không có gì mới mẻ mà dòng game chưa làm trước đó" hay "một chút đổi mới giới hạn" và "chẳng đưa thứ gì vượt ra ngoài các phiên bản khác trong dòng game này". Đồng thời còn chỉ trích góc quay camera và hệ thống điều khiển của game, mặc dù có phần cải thiện từ các phiên bản trước, thế nhưng chúng vẫn bị mô tả kiểu như "vụng về, mất phương hướng và chuyển động yếu ớt". Một số lời chỉ trích bắt nguồn từ độ dài của game, vì nó "có thể dễ dàng phá đảo chỉ trong một vài giờ chơi". Trong bài đánh giá trở về trước của họ, Honestgamers.com đã viết "những gì mở đầu từ sự rực rỡ hiếm thấy trên hệ máy PlayStation đã thoái hóa thành một bài tập phức tạp và vô nghĩa tựa như cơ bắp bị uốn cong theo bản năng trong khi kiến nghị về lối chơi hấp dẫn ngày càng ít đi. Và xu hướng giảm dần bắt đầu từ đây", mặc dù có cùng nhận xét như vậy đồng thời còn khen ngợi chất lượng hình ảnh, âm thanh và âm nhạc cho rằng "đây là một tác phẩm nghệ thuật theo chuẩn mực PlayStation 2".
Tạp chí Thế Giới Game bình luận: "Điều đặc biệt đáng chú ý về Silent Hill: cốt truyện có thể thay đổi, nhân vật có thể khác nhau, quái vật có thể xuất hiện nhiều loại mới, nhưng có một thứ đã không hề thay đổi trong suốt lịch sử của dòng game Silent Hill: thị trấn Silent Hill, nơi tập trung của những mâu thuẫn và mắt xích của toàn bộ câu chuyện lẫn trong nội tâm nhân vật. Trong quảng cáo, Silent Hill được biết đến như một ngọn đồi thanh bình, yên tĩnh và có cảnh đẹp thơ mộng. Toàn bộ thị trấn Silent Hill được bao phủ bởi một lớp sương mù huyền ảo trắng xoá có thể khiến những du khách hiếu kỳ đến ngọn đồi này nghỉ ngơi, tĩnh dưỡng. Thế nhưng thực sự khuất sau khung cảnh thiên nhiên đó, Silent Hill có một quá khứ đen tối đầy tội lỗi và bí hiểm. Những vụ án không tìm ra thủ phạm, những cái chết mà nguyên nhân vẫn còn là điều bí ẩn chồng chất lên nhau. Những mẩu chuyện ma, vần thơ rùng rợn... nằm rải rác trong game khiến người chơi sởn tóc gáy. Dễ dàng nhận thấy là bản đồ Silent Hill có rất ít thay đổi ngay từ phiên bản đầu tiên". Tạp chí này còn khen ngợi câu chuyện trong Silent Hill mới chính là điểm nhấn của game: "chúng ta nhận thấy chính cốt truyện của SH tạo nên sức hút và sự lôi cuốn. Nếu bạn từng chơi hai phiên bản trước chắc sẽ nhận thấy những nhân vật trong SH dường như có một mối liên kết nào đó, không phải dựa trên quan hệ họ hàng mà là một cái gì đó tận đáy tâm hồn gắn kết họ tại chính thị trấn mông lung Silent Hill này. Con người của Silent Hill cũng không kém phần bí ẩn, game không tạo cho họ một thân thế rõ ràng, không có quá khứ cũng chẳng có tương lai, tất cả những gì thể hiện chỉ là những con người của hiện tại. Hoặc họ đang chạy trốn quá khứ hoặc chạy trốn bản thân, nhưng kết cục họ vẫn phải đối mặt với nó tại thị trấn Silent Hill, nơi mà nỗi sợ hãi được cụ thể hoá thành những hình thù quái vật kỳ dị luôn săn đuổi họ ở bất kỳ nơi đâu. Để khi có được những giây phút yên tĩnh, bất chợt họ hồi tưởng lại và chợt nhận ra họ đã để sót một lời hứa hay một thứ gì đó trong thị trấn Silent Hill".
Silent Hill 3 đã bán được hơn 300.000 bản tính đến tháng 11 năm 2003. Trò chơi cũng đứng đầu bảng xếp hạng tại Nhật Bản sau khi phát hành.